# Реймонд Берр
Реймонд Берр (англ. Raymond Burr; 21 травня 1917 — 12 вересня 1993) — канадсько-американський актор, найвідоміші його ролі у телевізійних драмах Перрі Мейсон та Айронсайд.

## Ососбисте життя
Пізніші розповіді про життя Берра говорять, що він приховував власну гомосексуальність аби захистити кар'єру.

## Вибрана фільмографія
| Рік       |   | Українська назва | Оригінальна назва  | Роль                    |
| --------- | - | ---------------- | ------------------ | ----------------------- |
| 1949      | ф | Чорна магія      | Black Magic        | Олександр Дюма-молодший |
| 1949      | ф | Щаслива любов    | Love Happy         | Альфонс Зото            |
| 1951      | ф | Місце під сонцем | A Place in the Sun | Френк Марлоу            |
| 1954      | ф | Вікно у двір     | Rear Window        | Ларс Торвальд           |
| 1957—1966 | с | Перрі Мейсон     | Perry Mason        | адвокат Перрі Мейсон    |